# جرف بصري

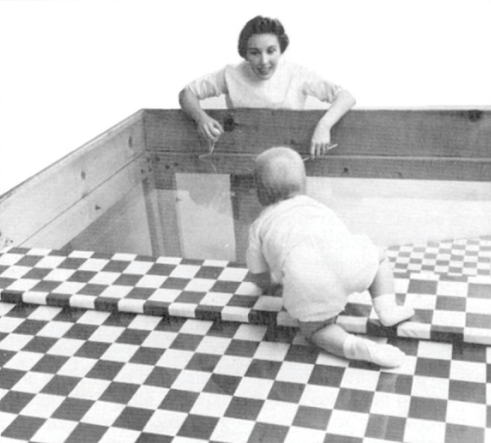

أُنشئت تجربة الجُرف البصري من قبل علماء النفس إيلينور ج. غيبسون وريتشارد د. واك في جامعة كورنيل للبحث في إدراك العمق عند الإنسان والأنواع الحيوانية. سمح لهم جهاز الجرف البصري بإجراء تجربة عُدّلت فيها المحفزات البصرية والحسية المرتبطة بالجرف المحاكي مع حماية الأشخاص من الإصابة. يتكون الجرف البصري من لوح من زجاج الوقاية يغطي قطعة قماش عالية التباين تبدو كأنها رقعة الشطرنج. توضع قطعة القماش مباشرة أسفل زجاج الوقاية في أحد الجوانب، وتُخفض على الجانب الآخر إلى نحو أربعة أقدام (1.2 متر) للأسفل. فحص غيبسون وَواك باستخدام جهاز الجرف البصري الاختلافات الإدراكية المحتملة في عمر الزحف بين الأطفال الخدج والرضع المولودين في موعدهم، دون وجود اعتلالات مرئية أو حركية موثقة.

## دراسة الجرف البصري (1960)
افترض غيبسون وَواك (1960) أن إدراك العمق فطريّ بدلًا من أن يكون عملية مُتعلَّمة. لاختبار ذلك، وضعوا 36 رضيعًا، تتراوح أعمارهم بين ستة أشهر وأربعة عشر شهرًا، على الجانب غير العميق من جهاز الجرف البصري. وقف مقدمو الرعاية (والد عادة)، بمجرد وضع الرضيع على الطرف غير الشفاف للمنصة، على الجانب الآخر من زجاج الوقاية الشفاف، ودعوهم للمجيء، أو حملوا نوعًا ما من أنواع الحوافز المغرية، مثل لعبة، بحيث يُحفّز الرضع على الزحف نحوهم. ومن المفترض أنه إذا تردد الطفل في الزحف نحو مقدم الرعاية الخاص به، فهذا يعني أنه كان قادرًا على إدراك العمق، معتقدًا أن المساحة الشفافة هي جرف حقيقي. ووجد الباحثون أن 27 من الأطفال زحفوا نحو أمهاتهم على الجانب «غير العميق» دون أي مشاكل.
زحف عدد قليل من الأطفال لكنهم كانوا مترددين للغاية. ورفض بعض الأطفال الزحف، لأنهم كانوا مشوشين حول الانخفاض الملحوظ بينهم وبين أمهاتهم. علم الأطفال أن الزجاج كان صلبًا بطريقة وضعه، لكن لم يعبروا رغم ذلك. اعتمد جميع الأطفال في هذه التجربة، على بصيرتهم من أجل التنقل عبر الجهاز. يدل ذلك على أنه عندما يتمكن الأطفال الأصحاء من الزحف فبإمكانهم إدراك العمق. ورغم ذلك، لا تشير النتائج إلى أن تجنب المنحدرات أو الخوف من المرتفعات هو أمر فطري.

## دراسات الرضع

### الخدج
شُجّع 16 طفلًا مولودين في موعدهم و16 من الخدّج على الزحف إلى مقدمي الرعاية على جرف بصري معدل. حُللت التجارب الناجحة ووقت العبور ومدة الانتباه البصري ومدة الاستكشاف عن طريق اللمس والاستراتيجيات الحركية وسلوكيات التجنب. عُثر على تأثير كبير للسطح مع أوقات عبور أطول وفترات أطول من الانتباه البصري والاستكشاف عن طريق اللمس في حالة الظهور البصري للجرف العميق. على الرغم من أن مجموعتي الرضع لم تختلف عن أي من مقاييس التوقيت، فقد أظهر الرضع المولودون في موعدهم عددًا أكبر من الاستراتيجيات الحركية وسلوكيات التجنب عن طريق حساب بسيط. تشير هذه الدراسة إلى إمكانية الأطفال المولودين في موعدهم والخدج على إدراك جرف بصري وتغيير استجاباتهم وفقًا لذلك.

### الرضع في مرحلة ما قبل الحركية
قاست دراسة أخرى، الاستجابات القلبية للرضع الذين تقل أعمارهم عن عمر الزحف على الجرف البصري. وجدت هذه الدراسة أن الأطفال أظهروا كربًا أقل تكرارًا عند وضعهم على الجانب غير العميق من الجهاز، على عكس ما أظهروا عندما وُضعوا على الجانب العميق. وهذا يعني أن بإمكان الأطفال الرضع في مرحلة ما قبل الحركة التمييز بين جانبي الجرف.

### إشارة الأم
أجرى جيمس ف. سورس وآخرون اختبارًا لمعرفة كيف أثرت الإشارات العاطفية للأمهات على سلوكيات الأطفال البالغين من العمر عام واحد وهم على الجرف البصري. وضعوا الأطفال الرضع على الجانب غير العميق من جهاز الجرف البصري، وكانت أمهاتهم على الجانب الآخر من الجرف البصري وهنّ يظهرن تعابير الوجه العاطفية المختلفة. عندما أثارت الأمهات البهجة أو الاهتمام عبر معظم الأطفال الجانب العميق، ولكن عندما أثارت الأمهات الخوف أو الغضب لم يعبر معظم الأطفال الجهاز.

## تجارب الجرف البصري مع الحيوانات
لم يُختبر الجرف البصري على الأطفال الرضع فقط، بل طُبق على الأنواع الأخرى أيضًا. وشملت بعض هذه الأنواع الجرذان، والقطط، والسلاحف، والأبقار، والدجاج.

### الجرذان
لا تعتمد الجرذان على الإشارات البصرية مثل بعض الأنواع الأخرى التي اختُبرت. تقودهم عاداتهم الليلية للبحث عن الطعام عن طريق الرائحة. تستجيب الجرذان عندما تنتقل في الظلام للمنبهات اللمسية من شعيراتهم الصلبة الموجودة على الأنف. تُظهر الجرذان مغطاة الرأس التي اختُبرت على الجرف البصري تفضيلًا ضئيلًا للبقاء على أي جانب من جهاز الجرف البصري طالما شعروا بالزجاج بواسطة شعيراتهم. وعندما توضع على الزجاج فوق الجانب العميق فإنها تتحرك كما لو أن الجرف غير موجود.

### القطط
القطط، مثل الجرذان، حيوانات ليلية حساسة للمنبهات اللمسية من شعيراتها. لكن القط كمفترس يعتمد على بصره بشكل أكبر. لوحظ أن للقطط تمييز ممتاز للعمق. في عمر أربعة أسابيع، العمر المبكر التي يمكن للقطط فيه أن تتنقل بمهارة، فضلت الجانب غير العميق من الجرف. عندما وُضعت على الزجاج فوق الجانب العميق، فإنها إما جمدت بمكانها أو دارت للخلف حتى وصلت إلى الجانب غير العميق من الجرف.

### السلاحف
وجد الراحل روبرت م. يركس من جامعة هارفارد في عام 1904 أن السلاحف المائية لديها تمييز للعمق إلى حد ما أكثر من السلاحف البرية. قد يتوقع المرء أن السلحفاة المائية على الجرف البصري قد تستجيب للانعكاسات من الزجاج، كما ينبغي أن يحصل في الماء، وأن تفضل الجانب العميق لهذا السبب. لم تظهر مثل هذا التفضيل، إذ إن 76% من السلاحف المائية زحفت على الجانب غير العميق. تشير النسبة المئوية الكبيرة التي تختار الجانب العميق إما إلى أن هذه السلحفاة لديها تمييز أسوأ للعمق من غيرها من الحيوانات، أو أن موائلها الطبيعية تمنحها فرصًا أقل «للخوف» من السقوط.

### الأبقار
اختبر إن إيه أرنولد وآخرون قدرة الأبقار على إدراك الجرف البصري. عُرّض 12 من عجول الألبان إلى جرف بصري على شكل حفرة حَلب أثناء المشي في منشأة حَلب. قيس خلال هذه التجربة التي استمرت خمسة أيام معدل ضربات القلب عند العجول إلى جانب عدد المرات التي توقفوا فيها في جميع أنحاء منشأة الحَلب. عُرضّت عجول الألبان في المجموعة التجريبية إلى جرف بصري، بينما لم تُعرّض عجول الألبان في المجموعة المقارنة. وُجد أن للمجموعة التجريبية معدل ضربات قلب أعلى بكثير وتوقف بشكل متكرر أكثر من العجول في المجموعة المقارنة. لم يكن للتعرض للعمق أي تأثير على مستويات الكورتيزول أو سهولة التعامل مع الحيوانات. تقدم هذه النتائج دليلًا على إدراك العمق والخوف الشديد من المرتفعات عند الأبقار. قد يؤدي ذلك إلى إعادة تنظيم طريقة عمل مصانع الحلب.

### الفراخ
استجابت الفراخ البالغة من العمر يومين إلى الجرف البصري عندما اختبرها بّي آر غرين وآخرون. زاد الكمون اللازم لتحرك الفراخ نحو الحافز، وهو فرخ آخر في الجانب الآخر من الجهاز، عندما زاد عمق الجرف البصري أسفل الفراخ، بينما زادت السرعة التي تحركوا بها. وكانت الفراخ من ناحية أخرى، والتي أُعطيت نفس الحافز للقفز فوق حافة بصرية فوق الجانب العميق من الجهاز، أقل ميلًا للتحرك في جميع الأعماق. يوضح هذا تأثير العمق الكامل للسطح والعمق النسبي للحافة على السلوك بشكل مختلف عند الفراخ.

### الخراف
تكون الخراف قادرة على الوقوف وتعلم المشي بمجرد ولادتها تقريبًا. وكما هو الحال بالنسبة للفراخ، فقد اختُبرت الخراف بمجرد أن أصبحت قادرة على الوقوف. لم ترتكب أي خطأ عند اختبارها على الجرف البصري. عندما وُضعت على الجانب العميق من الزجاج أصبحت خائفة وأصابها التوتر وخافت من الحركة. وعندما نُقلت إلى الجانب غير العميق ارتاحت وقفزت فوق السطح البصري غير العميق. أظهر ذلك أن الإحساس البصري سيطر على الحيوان، بدًا من قدرته على الإحساس باستقرار الزجاج.

## الانتقادات
كان أحد الانتقادات لدراسة الجرف البصري هو ما إذا كان البحث في الدراسة يدعم حقًا الفرضية القائلة إن إدراك العمق كان فطريًا عند البشر. كانت هناك مشكلة واحدة وهي الزجاج فوق الجزء العميق من الجرف البصري. مكّن الباحثون الأطفال من خلال تغطية الجانب العميق بالزجاج من الشعور بصلابة الزجاج قبل عبورهم. كُررت هذه الاستجابة مرارًا في الاختبارات. يتعلق نقد آخر بتجربة الرضيع. عبر الرضع الذين تعلموا الزحف قبل عمر 6.5 أشهر الزجاجَ، لكن الأطفال الذين تعلموا الزحف بعد 6.5 أشهر تجنبوا عبور الزجاج. يساعد ذلك على دعم الفرضية القائلة إن التجربة تؤثر على تجنب الزجاج، بدلًا من مجرد كونه فطريًا.